# Гогунская, Инна Владимировна
Инна Владимировна Гогунская (укр. Інна Володимирівна Гогунська; род. 16 мая 1965, Весёлое, Запорожская область, УССР, СССР) — украинский учёный в области отоларингологии, аллергологии, доктор медицинских наук (2011), заслуженный врач Украины (2015), заместитель руководителя Центра аллергических заболеваний верхних дыхательных путей и уха ГУ «Институт отоларингологии им. проф. А. И. Коломийченко НАМН Украины» (с 2009).

## Биографические сведения
Родилась в пгт Весёлое Запорожской области. По окончании с отличием лечебного факультета Запорожского медицинского института работала врачом-аллергологом поликлиники городской больницы № 1 г. Мелитополя. В ГУ «Институт отоларингологии им. проф. А. И. Коломийченко НАМН Украины» работает с 2004 года.
В 2002 защитила диссертацию на соискание ученой степени кандидата медицинских наук на тему «Эффективность ингаляционных кортикостероидов в лечении обострений бронхиальной астмы»; в 2011 г. — диссертацию на соискание ученой степени доктора медицинских наук на тему «Специфическая иммунотерапия больных аллергическим ринитом с поливалентной сенсибилизацией к бытовым и пыльцевым аллергенам».
В 2012 г. Гогунской И. В. присвоено ученое звание старшего научного сотрудника, в 2023 г. - профессора..

## Научная деятельность
И. В. Гогунская — учёный, высококвалифицированный врач-аллерголог, который обладает широким арсеналом методов лечения аллергических заболеваний верхних дыхательных путей. Основные направления научной деятельности ученого-практика связаны с проблемами аллергологии, иммунологии, оториноларингологии.
В результате выполнения научных исследований Гогунской разработаны высокоэффективные и безопасные методики проведения специфической иммунотерапии у больных аллергическим ринитом с поливалентной сенсибилизацией к бытовым и пыльцевым аллергенам в зависимости от состояния иммунной системы, а также определены показания к их применению.
И. В. Гогунской проведены широкомасштабные ретроспективные и проспективные исследования по изучению эффективности предложенных методов лечения больных аллергическими заболеваниями верхних дыхательных путей.
Применение разработанных схем перорального приема аллергенов позволило проводить лечение пациентов в условиях отдаленных регионов под дистанционным эпизодическим контролем врача.
По инициативе и при непосредственном участии Гогунской внедрены многочисленные технологии выявления и лечения аллергенами круглогодичного и сезонного аллергического ринита, бронхиальной астмы, инсектной аллергии среди аллергологов, отоларингологов, врачей общего специальности, стоматологов (методики скрининга аллергических заболеваний, диагностики лекарственной аллергии), что значительно улучшило раннее выявление аллергических заболеваний, тем самым создав возможность для проведения специфической иммунотерапии аллергенами.
И. В. Гогунская принимает непосредственное активное участие в создании нормативной документации по применению аллергенов, в разработке и внедрении в практику протоколов оказания медицинской помощи больным аллергическим ринитом, анафилактическим шоком, инсектной аллергией, крапивницей и отеком Квинке, медикаментозной аллергией, поллинозом. Гогунской лично подготовлены кадры аллергологов, отоларингологов, врачей общей специальности, стоматологов по этим вопросам.
Все эти достижения нашли своё отражение в многочисленных трудах, в докладах на всеукраинских и международных конференциях и семинарах.
Более 10 лет занимаясь экспериментальными и клиническими исследованиями в области аллергологии, И. В. Гогунская создала ряд моделей аллергических реакций с изучением и апробацией на них различных природных и синтетических препаратов, которые подавляют аллергические реакции немедленного и замедленного типов. Одной из главных задач за эти годы была клиническая апробация отечественных аллергенов, разработка технологии их применения, подготовка аллергологов и оториноларингологов Украины по вопросам применения аллергенов, распространение передового опыта, проведение отечественных и международных научных форумов с освещением вопросов внедрения отечественных аллергенов. Гогунская вошла в группу ученых, впервые экспериментально доказавших эффективность парентеральной и пероральной аллерген-специфической иммунотерапии. За эту работу в 2012 И. В. Гогунская с коллективом авторов была удостоена Государственной премии Украины в области науки и техники.
Проходила стажировку в клиниках Австрии, Германии, США и др.
Ведет активную просветительскую деятельность в средствах массовой информации.

## Общественная работа
С научной и научно-организационной деятельностью И. В. Гогунская успешно сочетает общественную работу. Она является вице-президентом Ассоциации аллергологов Украины, членом Европейского респираторного общества, Европейской ассоциации астмы и аллергии.

## Награды
- Государственная премия Украины в области науки и техники 2012 года — за работу «Технологии диагностики и лечения аллергических заболеваний органов дыхания с применением отечественных препаратов аллергенов» (в составе коллектива; Указ Президента Украины № 279/2013 от 16 мая 2013 «О присуждении Государственных премий Украины в области науки и техники 2012 года»).
- Заслуженный врач Украины (2015)[1].
- Почетные грамоты Президиума НАМН Украины и коллегии МОЗ Украины.
- Орден «За заслуги» III степени (2018)[2].